# Typhlotanais tenuimanus
Typhlotanais tenuimanus is een naaldkreeftjessoort uit de familie van de Typhlotanaidae. De wetenschappelijke naam van de soort is voor het eerst geldig gepubliceerd in 1864 door Lilljeborg.